# Тулсі Габбард
Тулсі Ґаббард (англ. Tulsi Gabbard; нар. 12 квітня 1981) — американська політик, підполковник резерву армії США, член Палати представників США від 2-го округу Гаваїв (2013–2021). У 2020 році брала участь у праймеріз Демократичної партії як кандидат у президенти. У 2022 році залишила Демократичну партію, ставши незалежною, а у 2024 році приєдналася до Республіканської партії. З листопада 2024 року є   Директором національної розвідки США. Ґаббард мала звання підполковника в Резерві Армії США після 17 років служби в Національній гвардії Гаваїв з 2003 по 2020 рік. Ґаббард є самоанського походження в Конгресі США та наймолодшою жінкою, обраною до легіслатури штату Гаваї.  6 квітня 2022 року була внесена до бази «Миротворець» бере участь в інформаційних спецопераціях Росії, поширює дезінформацію, заперечує суверенітет України та виправдовує російську агресію, можливо, діючи як агент спецслужб або несвідомий інструмент їх впливу  .
На початку 2003 року Ґаббард приєдналася до Національної гвардії армії Гаваїв і була відправлена до Іраку в 2004–2005 роках, де служила в медичному підрозділі. У 2007 році Ґаббард закінчила програму підготовки офіцерів в Алабамській військовій академії з відзнакою.
З 2008 по 2009 рік була розміщена в Кувейті як командир взводу військової поліції армії США. У 2015 році Ґаббард отримала звання майора в Національній гвардії армії Гаваїв. У 2020 році вона перейшла до резерву армії США і отримала звання підполковника у 2021 році.
Під час роботи в Конгресі Ґаббард здобула відомість через свою тверду позицію проти ісламського екстремізму та деякі суперечливі погляди на зовнішню політику щодо Китаю, Росії та Сирії. Приблизно у 2015 році вона звинуватила адміністрацію Обами в недостатньо жорсткій позиції щодо ісламського тероризму на Близькому Сході. З 2013 по 2016 рік вона обіймала посаду заступника голови Національного комітету Демократичної партії (DNC) і пішла у відставку з цієї посади, щоб підтримати Берні Сандерса на президентських праймеріз Демократичної партії 2016 року. У 2017 році Габбард висловила скептицизм щодо деяких військових дій проти Сирії.Під час своєї президентської кампанії 2020 року Ґаббард наголосила на широкій опозиції до військового інтервенціонізму, одночасно підтверджуючи свою позицію щодо боротьби з тероризмом. Після завершення своєї президентської кампанії вона підтримала Джо Байдена у березні 2020 року.
Після її відходу з Палати представників у січні 2021 року, Ґаббард зайняла більш консервативні позиції з питань, таких як аборти, зовнішня політика, права ЛГБТ та безпека кордонів. Вона часто з’являлася на Fox News, де іноді виконувала роль ведучої у програмі Tucker Carlson Tonight. У жовтні 2022 року Ґаббард покинула Демократичну партію, пояснюючи це розбіжностями у питаннях зовнішньої політики та соціальних питань. Ґаббард проводила кампанії на підтримку кількох республіканців під час проміжних виборів 2022 року, а також виступала як основний спікер на заходах Конференції консервативної політичної дії (CPAC) того року.
У серпні 2024 року Ґаббард підтримала колишнього президента Дональда Трампа на виборах президента США 2024 року, виступаючи на конференції Національної гвардії США. Згодом вона стала почесною учасницею команди з переходу Трампа до другого терміну у 2024 році. У листопаді 2024 року Трамп вибрав Ґаббард на посаду Директора національної розвідки під час його другого терміну.

## Раннє життя та освіта
Габбард народилася 12 квітня 1981 року в Лелоалоа, округ Маʻопутасі на основному острові Тутуїла Американського Самоа. Вона була четвертою з п'яти дітей Карол (до шлюбу Портер) Габбард та Майка Габбарда. У 1983 році, коли Габбард було 2 роки, її родина повернулася на Гаваї, де вони жили в кінці 1970-х.
З матерями європейського та самоанського походження, Габбард виросла в багатокультурному домогосподарстві. Її мати народилася в Індіана і виросла в Мічигані. Її батько, який має самоанське та європейське походження, народився в Американське Самоа та жив на Гаваях і у Флориді в дитинстві. Після переїзду на Гаваї мати Габбард зацікавилася індуїзмом.
 і дала індуїстські імена всім своїм дітям. Ім'я Габбард, «Тулсі», є санскритським словом для святого базиліку (Ocimum tenuiflorum), що вважається земним втіленням богині Туласі.
Дитинство Габбард на Гаваї включало серфінг, бойові мистецтва та йогу. Вона вивчала духовні принципи, такі як Карма, з давнього тексту Бхагавад-Гіта. Вона також виховувалась на вченнях Наукової Фундації Ідентичності (SIF), організації вайшнавського індуїзму, яка пов'язана з Міжнародним товариством свідомості Крішни (ISKCON).  Підліткою вона прийняла індуїстську віру.
Габбард навчалася вдома до старшої школи, але також відвідувала школу-інтернат для дівчаток на Філіппінах протягом двох років.
У молоді роки Габбард працювала в кількох організаціях, зокрема в Stand Up For America (SUFA), яку заснував її батько після терактів 11 вересня.
Вона також працювала, з 1998 по 2004 рік, в Альянсі за традиційний шлюб і цінності, антипарламентському політичному комітеті дії, заснованому для прийняття поправки, яка надає законодавчому органу штату Гаваї право «обмежити шлюб для пар різної статі». Вона також була викладачкою в Коаліції за здорові Гаваї, яка просувала захист довкілля Гаваїв.
У 2002 році, працюючи інструкторкою з бойових мистецтв як самозайнята особа, Габбард покинула Leeward Community College, де навчалася на факультеті телевізійного виробництва, щоб успішно балотуватися на виборах до Палата представників Гаваїв, ставши наймолодшою жінкою, обраною представницею штату США. У 2009 році Габбард закінчила Гавайський Тихоокеанський університет зі ступенем Бакалавр наук з ділового адміністрування зі спеціалізацією в Міжнародний бізнес.

## Військова служба

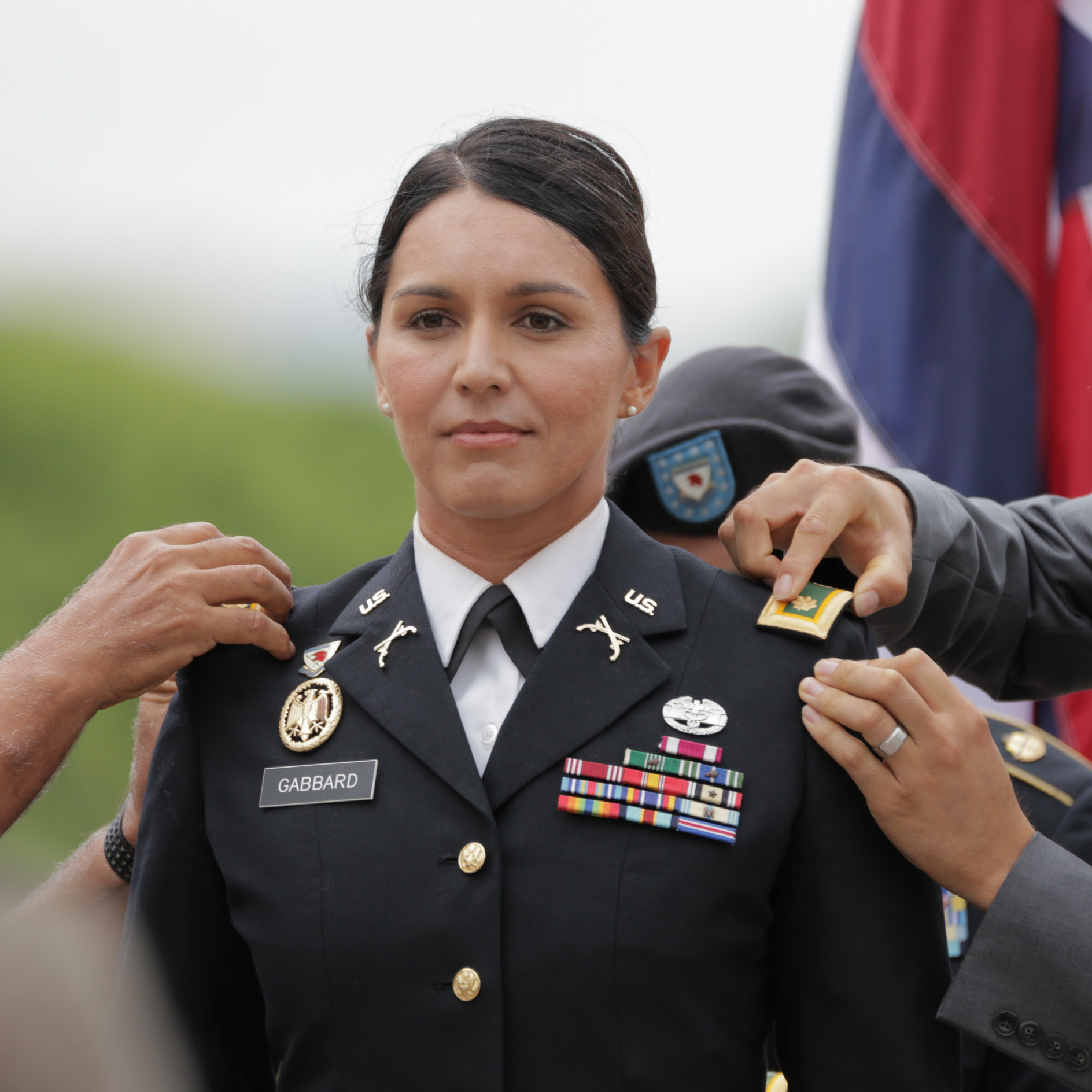
Габбард на церемонії підвищення до звання майора 12 жовтня 2015 року

У квітні 2003 року, під час служби в Законодавчих зборах Гаваїв, Габбард вступила до Нацгвардії Гаваїв. У липні 2004 року її направили на 12-місячну службу до Ірак, де вона служила спеціалісткою в медичній роті 29-го батальйону підтримки, 29-та піхотна бригада бойового складу.
В Іраку Габбард служила на Логістичній підтримувальній зоні Анаконда, завершивши свою службу у 2005 році. Через свою службу вона вирішила не брати участь у кампанії з переобрання до державного законодавства.
У березні 2007 року вона закінчила прискорену Школу кандидатів офіцерів в Алабамській військовій академії на чолі свого класу, ставши першою жінкою, яка досягла такого успіху. Їй було присвоєно звання другої лейтенантки, і її направили до 29-го батальйону спеціальних військ 29-ї піхотної бригади бойового складу Національна гвардія Армії Гаваїв, щоб служити офіцеркою військової поліції. Вона перебувала в Кувейті з 2008 по 2009 рік.  Вона була однією з перших жінок, які потрапили на військову базу в Кувейті, а також першою жінкою, яка отримала нагороду від Національна гвардія Кувейту.
Габбард є одержувачкою Бойового медичного знака та Медалі за заслуги від Сполучених Штатів. Вона також отримала Німецький знак військової майстерності у золоті.
12 жовтня 2015 року вона була підвищена з капітанського до майорського звання на церемонії в Національне меморіальне кладовище Тихого океану.Вона продовжувала служити майором у Національна гвардія Армії Гаваїв до свого переведення до 351-го командування цивільних справ, підрозділу Резерву армії США, що базується в Каліфорнії та підпорядкований Командування цивільних справ та психологічних операцій армії США, в червні 2020 року.
У 2020 році, після 17 років служби, Габбард залишила Національна гвардія Армії Гаваїв для нової посади в підрозділі Резерву армії США, що базується в Каліфорнії. 4 липня 2021 року Габбард отримала підвищення до звання підполковниці, під час розгортання в Сомалійському півострові, де вона працювала офіцеркою цивільних справ на підтримку місії Спеціальних операцій.

### Палата представників Гаваїв (2002–2004)
У 2002 році, після перерозподілу округів, Габбард здобула перемогу на праймеріз від Демократичної партії для 42-го округу Палата представників Гаваїв з плюралітетом у 43% голосів. Після цього Габбард виграла загальні вибори, отримавши 60,7% голосів, перемігши республіканця Альфонсо Хіменеса. У 21 рік Габбард стала наймолодшою з законодавців, яких коли-небудь обирали в історії Гаваїв, і на той час була наймолодшою жінкою, обраною до законодавчого органу американського штату.
Під час перебування на посаді Габбард успішно очолила опозицію та протести проти державного законопроєкту, який мав легалізувати цивільні союзи одностатевих пар.
Під час її каденції Габбард успішно очолила опозицію та протести проти законопроєкту штату, який дозволяв би легалізацію цивільних союзів одностатевих пар і закликала жителів Гаваїв підтримати Федеральну поправку до шлюбу, щоб запобігти тому, аби федеральне законодавство замінило закон штату щодо одностатевих шлюбів
У 2004 році Габбард подала заявку на переобрання, але потім добровільно вступила на службу в Національна гвардія армії в Іраку. Ріда Кабанілла, яка подала заявку на боротьбу з нею, закликала Габбард подати у відставку, оскільки вона не зможе представляти свій округ з Іраку. Габбард оголосила в серпні 2004 року, що не балотуватиметься на другий термін, а Кабанілла виграла демократичні праймеріз з 58% голосів. Закон штату забороняв видалення імені Габбард з виборчого бюлетеня.

### Міська рада Гонолулу (2011–2012)
Після повернення з другого розгортання на Близькому Сході в 2009 році Габбард балотувалася на місце в Міська рада Гонолулу, яке стало вакантним після того, як депутат ради Род Там з 6-го округу вирішив піти у відставку, щоб балотуватися як мер Гонолулу. На неупереджених відкритих праймеріз у вересні 2010 року, де змагалося 10 кандидатів, Габбард посіла перше місце, набравши 26,8% голосів. На виборах другого туру 2 листопада вона перемогла Сесніту Моепоно, отримавши 49,5% голосів.
Габбард запропонувала захід, який допомагав би продавцям фудтраків, пом'якшуючи обмеження на паркування. Вона також запропонувала законопроєкт 54, який надавав міським працівникам право конфіскувати особисті речі, що зберігаються на громадській власності, за умови попередження власника протягом 24 годин.Після подолання опозиції з боку Американський союз захисту громадянських прав (ACLU) та Occupy Hawai'i, законопроєкт 54 був ухвалений і став Міським ординансом 1129.

### Палата представників США (2013–2021)

#### Вибори 2012 року та перший термін (113-й Конгрес)

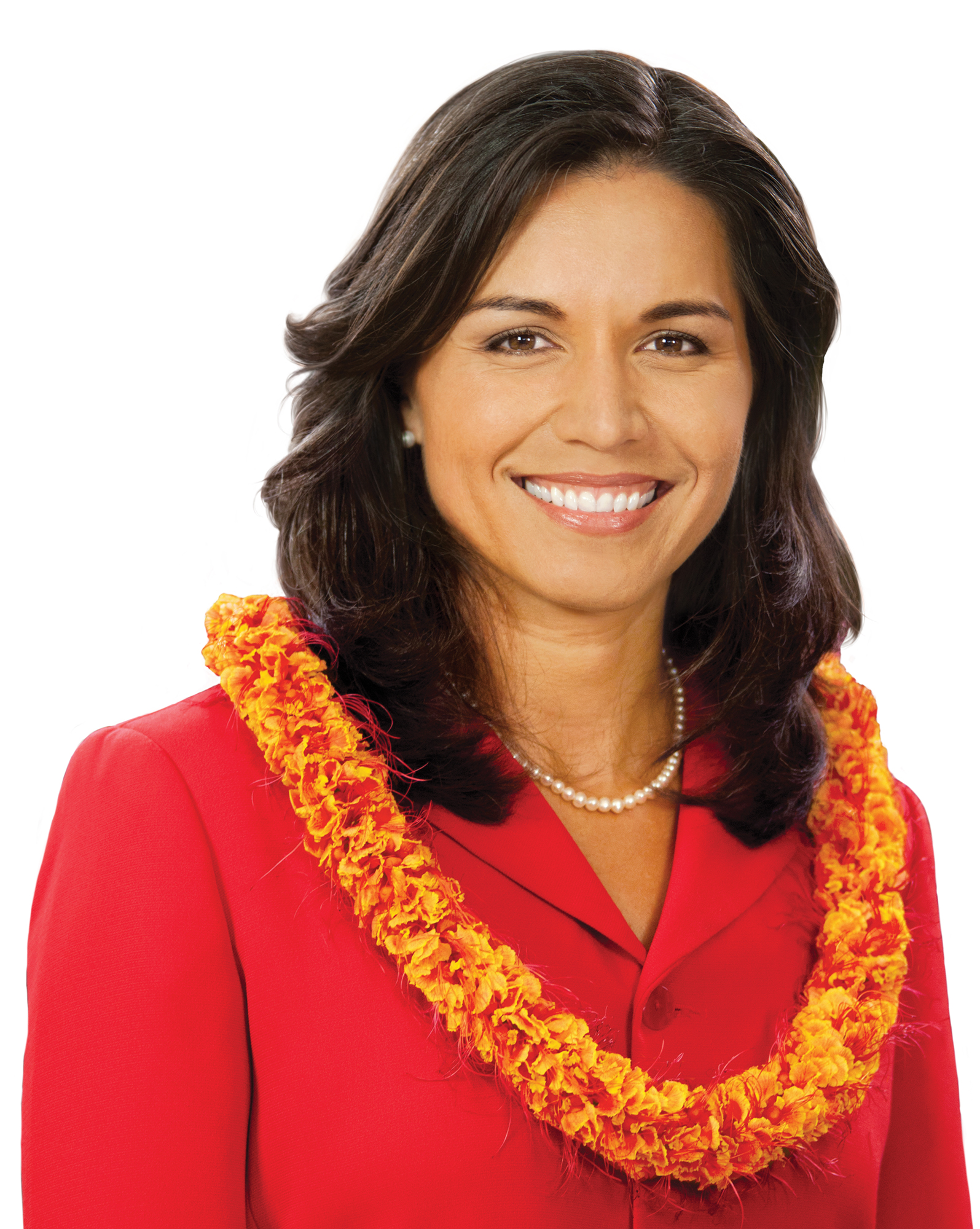
Габбард у 2012 році, в «лей», традиційному намисті, популярному серед гавайської та інших полінезійських культур

На початку 2011 року Мейзі Гіроно, чинна демократична представниця США від 2-й виборчий округ Гаваїв, оголосила, що вона балотуватиметься у Сенат США. У травні 2011 року Габбард оголосила про свою кандидатуру на місце Гіроно в Палаті представників США. Демократичний мер Гонолулу, Муфі Ханнеман, був найвідомішим кандидатом на праймеріз, але Габбард виграла з 62 882 голосами (55%); газета Honolulu Star-Advertiser назвала її перемогу "неімовірним підйомом від віддаленої аутсайдерки до перемоги". Після перемоги на праймеріз Габбард подала у відставку з міської ради 16 серпня, "щоб зосередитися на своїй передвиборчій кампанії в Конгрес" та щоб уникнути витрат на проведення спеціальних виборів.
Як кандидатка від Демократичної партії Габбард виступила на 2012 Демократичному національному з'їзді у Шарлотт, Північна Кароліна, на запрошення лідерки меншості Палати представників Ненсі Пелосі, яка назвала Габбард "виникаючою зіркою". Як і очікувалося в глибоко демократичному Гаваї, вона виграла загальні вибори 6 листопада 2012 року, перемігши республіканця Кавіка Кроулі з результатом 168 503 проти 40 707 голосів (80,6%–19,4%), ставши першою виборною самоанською американкою та першою індуською членкинею Конгресу.

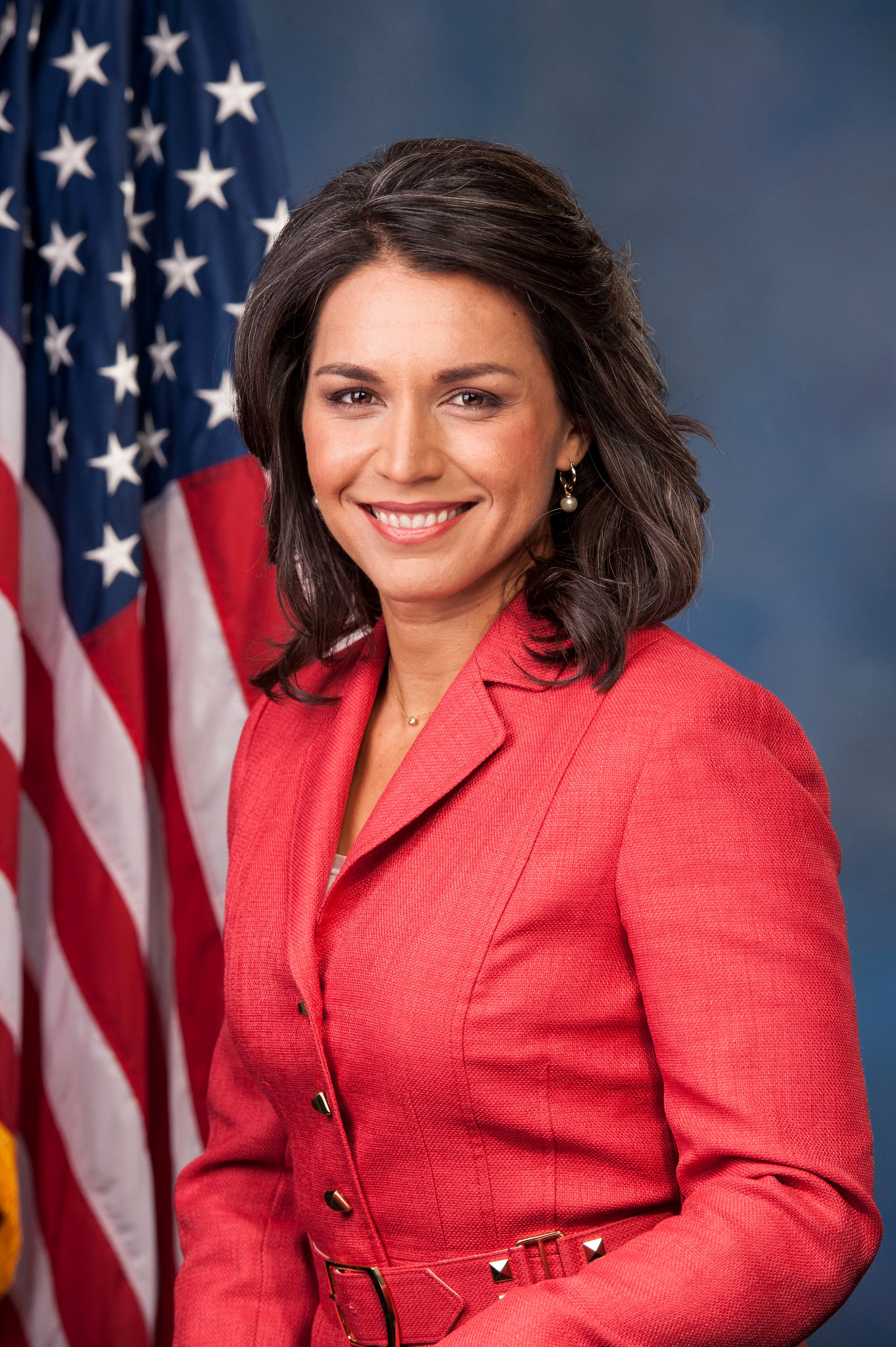
Габбард під час 113-го Конгресу США

У грудні 2012 року Габбард подала заявку на розгляд для призначення на вакантне місце в Сенаті США, яке залишилося після смерті Деніел Іноуе. Попри підтримку з боку деяких відомих демократів з материкових США, вона не увійшла до списку трьох кандидатів, яких Демократична партія Гаваїв надіслала губернатору.
У березні 2013 року Габбард представила законопроєкт «Helping Heroes Fly Act», який мав на меті покращити перевірку безпеки в аеропортах для важко поранених ветеранів. Законопроєкт був ухвалений Конгресом і підписаний в закон президентом Бараком Обамою.Вона також презентувала версію законопроєкту Military Justice Improvement Act для Палати представників.

#### Другий термін (114-й Конгрес)

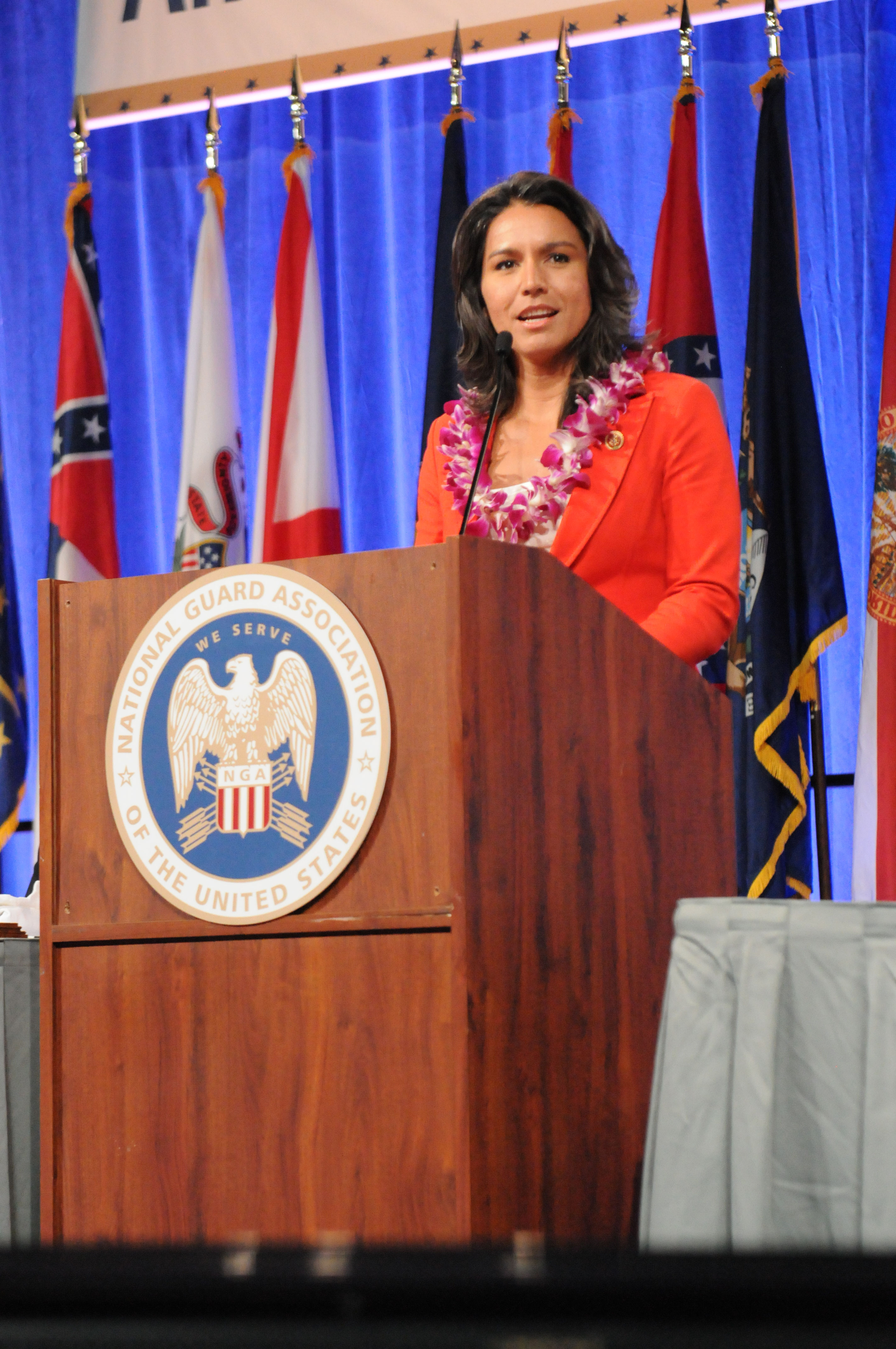
Габбард виступає на конференції 135-го Національної гвардії США у 2013 році

Габбард була переобрана 8 листопада 2014 року, знову перемігши Кроулі, набравши 142 010 голосів проти 33 630 (78,7%–18,6%); кандидат від Ліберальної партії Джо Кент отримав 4 693 голоси (2,6%).
Разом з сенатором Гіроно Габбард представила законопроєкт про надання Золота медаль Конгресу США філіппінцям і філіппінським американським ветеранам, які брали участь у Другій світовій війні. Законопроєкт пройшов через Конгрес і був підписаний президентом Обамою в грудні 2016 року.
Габбард також запропонувала Закон Талії, який мав на меті запобігти насильству та нехтуванню дітьми на військових базах. Закон був ухвалений Конгресом і підписаний президентом Обамою в грудні 2016 року.

#### Третій термін (115-й Конгрес)
Габбард була переобрана 8 листопада 2016 року, перемігши республіканську кандидатку Анджелу Кааіхуе з результатом 170,848 проти 39,668 голосів (81,2%–18,8%).
У 2017 році Габбард запропонувала Закон Off Fossil Fuels (OFF), який мав на меті «справедливо перейти від джерел енергії на викопних ресурсах до 100% чистої енергії до 2035 року, а також для інших цілей».
У 2018 році Габбард запропонувала Закон про забезпечення виборів в Америці, який вимагав би від усіх округів використовувати паперові бюлетені, що забезпечили б можливість перевірки результатів за допомогою паперового трасування в разі перерахунку голосів. Common Cause, незалежна неупереджена організація, підтримала цей законопроєкт.

#### Четвертий термін (116-й Конгрес)
Габбард була переобрана у листопаді 2018 року, перемігши республіканського кандидата Браяна Еванса з результатом 153,271 проти 44,850 голосів (77,4%–22,6%).
У вересні 2018 року Габбард та конгресмен Волтер Джонс (республіканець, Північна Кароліна) спільно подали законопроєкт No More Presidential Wars Act, мета якого — "відновити відповідальність Конгресу за оголошення війни, щоб припинити ці президентські війни, що ведуться без дозволу Конгресу".
25 жовтня 2019 року Габбард оголосила, що не балотуватиметься на переобрання до Палати представників у 2020 році, пославшись на свою президентську кампанію. Сенатор Гаваїв Кай Кахеле оскаржував її місце в Конгресі. Кахеле та співголова його кампанії, колишній губернатор Гаваїв Ніл Еберкромбі, критикували її за пропущені голосування під час президентської кампанії — особливо голосування щодо Сирії; однак її відсутність була схожа на відсутність інших членів Конгресу, що балотувалися на президентських виборах.
У жовтні 2020 року Тулсі Габбард та Метт Гейтц запропонували законопроєкт, що закликає США зняти кримінальні обвинувачення з Едварда Сноудена. Вона також подала подібний законопроєкт разом із республіканцем з Кентуккі Томасом Массі, метою якого було забезпечити звільнення Джуліана Ассанжа з в'язниці у Великій Британії, де він утримувався в очікуванні вирішення питання про екстрадицію до США.
Комітетні призначення
- Комітет з питань внутрішньої безпеки (2013–2014)
  - Підкомітет з питань прикордонної та морської безпеки[152][153][154]
- Комітет з питань збройних сил (2013–2021)
  - Підкомітет з питань готовності
  - Підкомітет з питань нових загроз та можливостей
- Комітет з питань закордонних справ (2013–2019)
  - Підкомітет з питань Азії та Тихоокеанського регіону
  - Підкомітет з питань Близького Сходу та Північної Африки
- Комітет з питань фінансових послуг (2019–2021)
  - [[Підкомітет Комітету з питань фінансових послуг Палати представників США з питань національної безпеки, міжнародного розвитку та грошово-кредитної політики|Підкомітет з питань національної безпеки, міжнародного розвитку та грошово-кредитної політики]]
  - Підкомітет з питань різноманітності та інклюзивності

### Приєднання до Республіканської партії (2024)
Після вступу Дональда Трампа в первинні вибори Республіканської партії на пост президента США 2024 року коментатори припустили, що Трамп може розглядати Габбард як потенційну кандидатку на віцепрезидентський пост.
Габбард приєдналася до Республіканської партії в жовтні 2024 року.
Грег Гафелд, ведучий програми Gutfeld! на Fox News, передбачив, що Габбард буде обрана кандидаткою на пост віцепрезидента Трампа ще в 2022 році. 22 лютого 2024 року вона була запрошеною доповідачкою на CPAC, що викликало спекуляції щодо її можливого кандидування на посаду віцепрезидента. Під час інтерв'ю на програмі Fox & Friends 6 березня Габбард прямо запитали про її готовність стати віцепрезидентом Трампа. Вона відповіла: "Я була б вельми рада служити нашій країні таким чином і бути в такій позиції, щоб допомогти президенту Трампу..." У березні 2024 року Трамп згадував Габбард як одну з можливих кандидаток на посаду віцепрезидента.
26 серпня Габбард підтримала кандидатуру колишнього президента Трампа на переобрання під час зустрічі Асоціації Національної гвардії у Мічигані. Наступного дня Габбард була призначена почесною учасницею президентської команди Трампа, разом з Роберт Ф. Кеннеді молодшим, приєднавшись до синів колишнього президента та кандидатури на пост віцепрезидента Республіканської партії Джей Ді Венса. Габбард оголосила, що приєднується до Республіканської партії, 22 жовтня під час мітингу Трампа в Грінсборо, Північна Кароліна.

## Політичні позиції

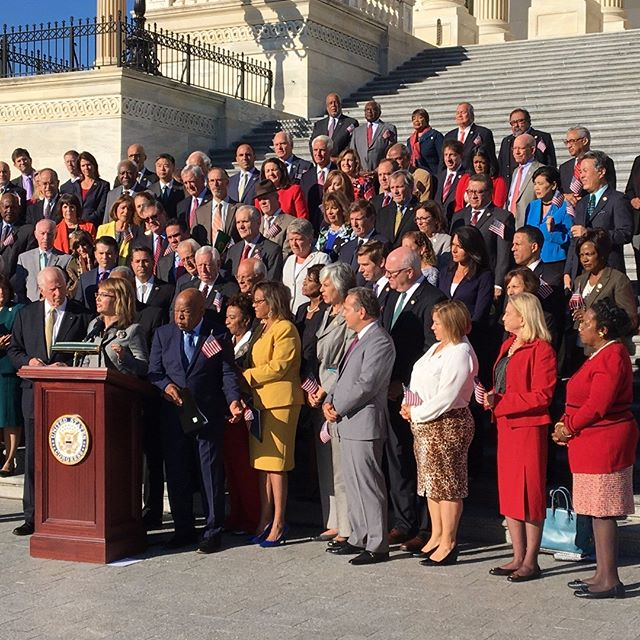
Разом з іншими демократичними депутатами Палати представників вимагала голосування щодо заходів з контролю за зброєю

Габбард критикує те, що вона описує як тиск з боку "неоліберальної / неоконсервативної військової машини" на залучення США до "контрпродуктивних, марнотратних іноземних війн," заявляючи, що ці війни не зробили Сполучені Штати безпечнішими і започаткували Нову холодну війну та гонку ядерних озброєнь. Вона описує себе як яструба, "[к]оли йдеться про війни з терористами", але "коли йдеться про контрпродуктивні війни зі зміною режиму, я — голуб."
Політична платформа Тулсі Габбард у її президентській кампанії 2020 року була економічно та соціально прогресивною. Після президентської кампанії вона погодилася з республіканцями з деяких культурних та соціальних питань.

### Політика щодо наркотиків та реформа кримінального правосуддя

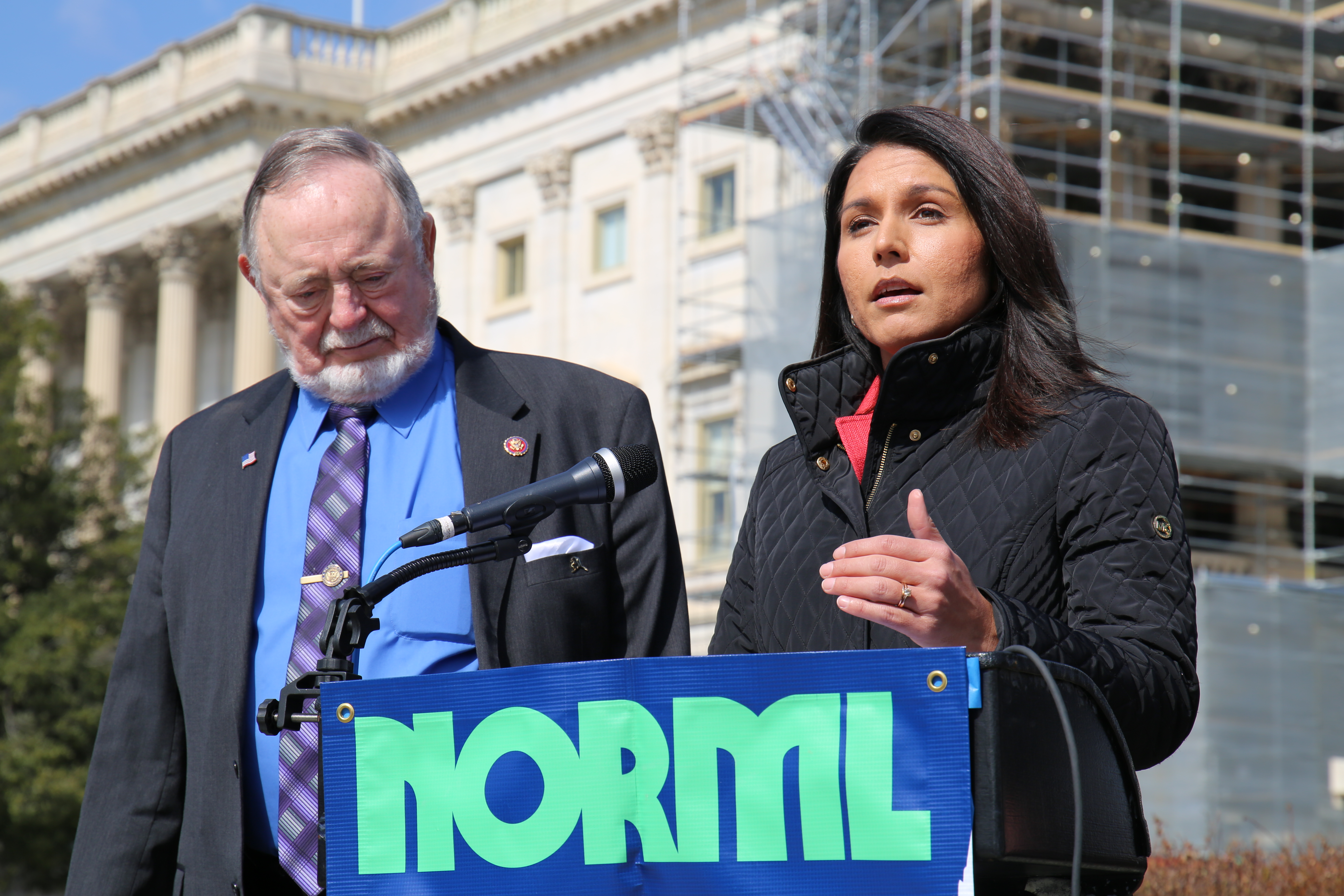
Габбард виступає на підтримку Законопроєкту про скасування федеральної заборони на марихуану разом з конгресменом Доном Янгом (R-AK) у 2019 році

Габбард рішуче виступає проти "поламаного кримінального правосуддя", яке "відправляє людей до в'язниці за куріння марихуани", одночасно дозволяючи фармацевтичним корпораціям, які відповідають за "смерті тисяч від опіоїдів", спокійно уникати відповідальності, маючи повні кишені грошей". Габбард заявила, що як президент вона б «завершила невдалу війну з наркотиками, легалізувала марихуану, скасувала грошову заставу та заборонила приватні в'язниці». Законопроєкти, які вона внесла, включають Закон про скасування федеральної заборони марихуани та Закон про можливості для марихуани, реінвестування та очищення записів (MORE) Act.

У червні 2020 року Габбард внесла поправку до версії законопроєкту NDAA 2021 для дозволу членам Збройних сил використовувати продукти, що містять КБД та інші похідні коноплі. Вона була схвалена 336 голосами проти 71 як частина пакету, хоча лідери Палати представників не боролись за її включення в остаточний законопроєкт.
У січні 2020 року, відповідаючи на питання виборця, Габбард закликала до легалізації та регулювання всіх наркотиків, посилаючись на модель Португалії щодо декриміналізації наркотиків.

### Зовнішня політика
Габбард зазвичай закликала до зменшення військового інтервенціонізму з боку США, хоча й підтримувала рішучі дії щодо тероризму, особливо проти ісламських терористичних організацій, таких як Аль-Каїда, ІДІЛ та ХАМАС.
У 2017 році вона мала важливу зустріч з лідером Сирії Башаром аль-Асадом. Вона засудила Дональда Трампа під час його першого терміну за його торгову політику, спрямовану проти Китаю, і закликала його завершити «руйнівну торгову війну з Китаєм», заявивши, що «їх слід розглядати як партнерів, а не як надзвичайну загрозу національній безпеці».
Щодо Росії, Габбард виступала проти виходу США з Договору про ліквідацію середніх ядерних ракет, звинувачуючи НАТО та Сполучені Штати у вторгненні Росії в Україну 2022 року, і стверджувала, що в Україні є таємні лабораторії біологічної зброї, які покривав уряд США.
Консервативний аналітик зовнішньої політики, політики безпеки та розвідки Том Роган з консервативного видання Washington Examiner описав Габбард як «ідеологічну симпатизантку» президента Китаю Сі Цзіньпіна та президента Росії Путіна.

### Погляди стосовно України
25 квітня 2018 року Габбард разом із групою конгресменів виступила зі звинуваченнями на адресу Польщі й України в антисемітизмі. А саме, звинуватила обидві держави та їх уряди у возвеличуванні нацизму та заперечуванні Голокосту. 9 травня того ж року Ваад України спростував ці звинувачення, а саму заяву конгресменів від Демократичної Партії назвав «антиукраїнською дифамацією», яку використовує російська пропаганда у війні проти України.
У 2022 році Габбард заявила, що НАТО та адміністрація Байдена, не знімаючи з порядку денного можливість вступу України до НАТО, можуть бути одними з факторів, що провокують російське вторгнення в Україну. Вона також виступала проти економічних санкцій проти Росії, стверджуючи, що американці постраждають від підвищених нафтових та газових цін. Габбард заявила, що “вашингтонська еліта” намагається перетворити Україну на ще один Афганістан.
У березні 2022 року вона заявила, що свобода ЗМІ в Росії «не така вже й інша» порівняно зі США. PolitiFact описав її твердження як хибне, зазначивши, що в Росії уряд репресує незалежні ЗМІ та свободу слова, зокрема, ув'язнюючи критиків вторгнення в Україну.
У лютому 2024 року Трамп зустрівся з Габбард, яка відкрито критикувала допомогу Україні, щоб обговорити майбутнє зовнішньої політики США у випадку його переобрання.
3 березня 2025 року Тулсі Габбард у прямому ефірі оприлюднила фейкові заяви про Україну, та звинуватила Зеленського у тому що він хоче воювати і нібито не зупиняється перед загрозою потенційної третьої світової війни або навіть ядерної війни.